# 2097 Galle
2097 Galle eller 1953 PV är en asteroid i huvudbältet, som upptäcktes 11 augusti 1953 av den tyske astronomen Karl Wilhelm Reinmuth i Heidelberg. Den har fått sitt namn efter den tyske astronomen Johann Gottfried Galle.
Asteroiden har en diameter på ungefär 27 kilometer.